# Zijllaan en Meijepolder
De Zijllaan en Meijepolder is een poldergebied en een voormalig waterschap in de gemeente Leiderdorp, in de Nederlandse provincie Zuid-Holland. Het waterschap was opgericht op 28 maart 1682 als een samenvoeging van de Zijllaanpolder en de Meijpolder. Wanneer beide polders gesticht waren is niet bekend, maar in ieder geval voor 1646. De oorspronkelijke grens tussen beide polders liep ruwweg van de kruising van de Zijl en de Rijn tot de huidige plek van de Zijllaanmolen. Het waterschap was verantwoordelijk voor de waterhuishouding in de gelijknamige polders.

## Bemaling
Bij de oprichting van de polder werd besloten om een nieuwe molen te bouwen op de plek van de afgebrande molen van de Zijllaanse polder. Deze waterde via de Molenwetering af op de 400 meter noordelijker gelegen Dwarswetering. Slechts 20 jaar na de oprichting van de polder trof deze molen hetzelfde lot als zijn voorganger, waarna een nieuwe stenen molen werd gebouwd. In 1850 werd deze molen afgebroken omdat deze in een slechte staat verkeerde en vervangen door een nieuwe molen die direct op de Dwarswetering uitwaterde om de bemaling van de polder te verbeteren.
In 1951 werd de inmiddels in een slechte staat verkerende molen vervangen door een elektrisch gemaal die de bemaling van de polder in zijn geheel overnam. Dit gemaal werd gebouwd langs de Rijn, maar werd in de jaren '60 verplaatst naar het erf van de molen. Tegenwoordig wordt de polder samen met een deel van de Munnikkenpolder bemalen door het gemaal aan de Grotiuslaan.

## Landschap
De polder maakte lange tijd deel uit van een groot landelijk gebied tussen Leiden en het Braassemermeer dat bestond uit de oudste polders van de omgeving. Enkel op de oevers van de Rijn en de Zijl bevond zich enkele boerderijen en fabrieken. Na de Tweede Wereldoorlog begon Leiderdorp zich te ontwikkelen en werd er begonnen met de bouw van woon wijken in het zuidelijke deel van de polder. De woningbouw leidde in de jaren '70 tot een demping van de Leysloot die de grens vormde tussen de Zijlaan en Meijepoler met de Munnikkenpolder, wat een fusie tussen de polders betekende. Met de bouw van de wijk Driegatenbrug in 2007 verdween het laatste landelijke deel van de polder.

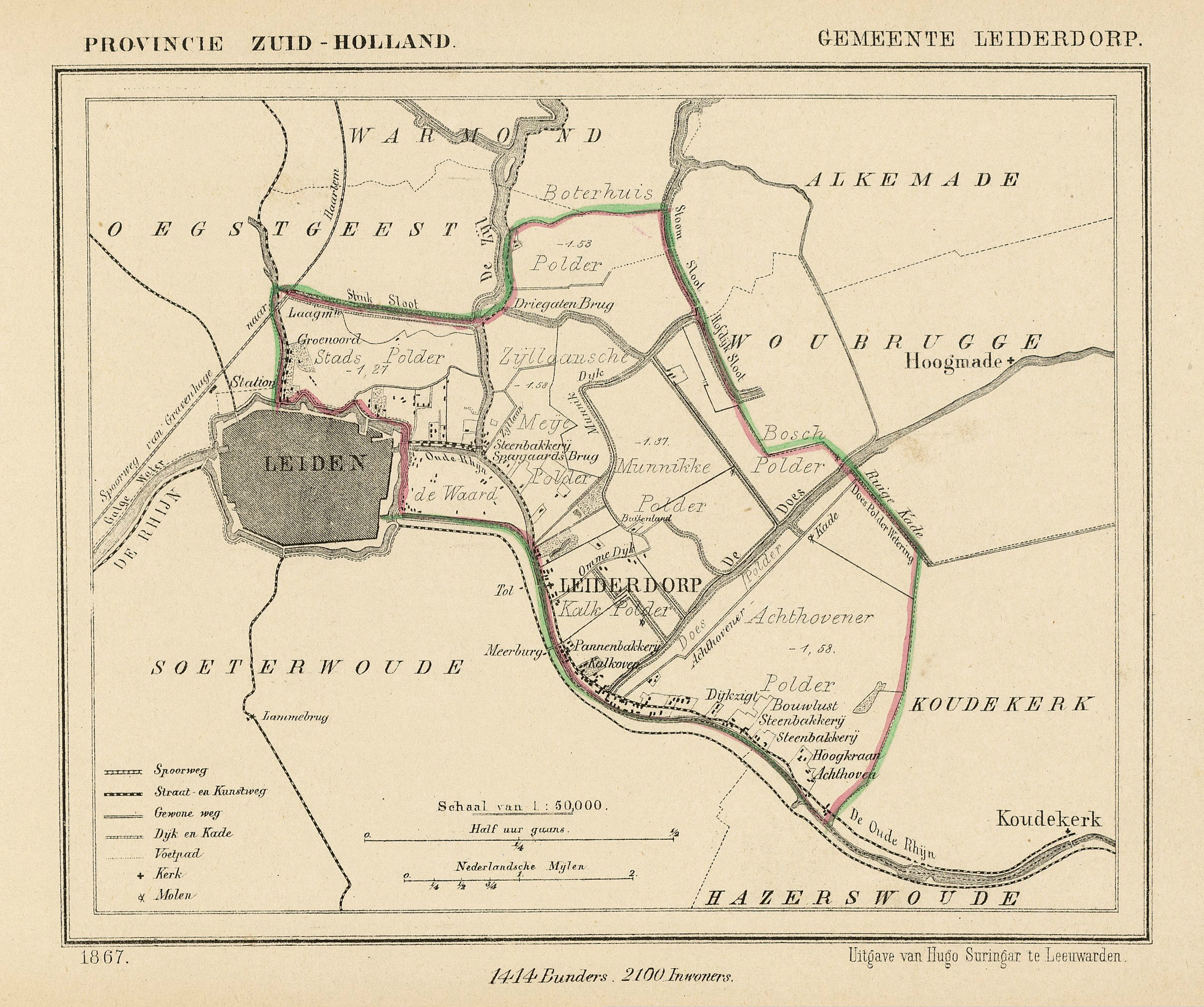
Op deze kaart van Leiderdorp uit 1867 wordt gesproken van de "Zijllaansche en Meije Polder".